# Katherine Anne Porter
Pour les articles homonymes, voir Katherine Porter et Porter.
Œuvres principales
- The Collected Stories

Katherine Anne Porter, née le 15 mai 1890 à Indian Creek au Texas et morte le 18 septembre 1980 à Silver Spring dans le Maryland, est une journaliste et écrivaine américaine. Ses œuvres appartiennent à la tradition littéraire du Sud des États-Unis. Elle a reçu le prix Pulitzer et le National Book Award en 1966. Elle a écrit presque essentiellement des nouvelles, mais son seul roman, La Nef des fous (adapté ensuite au cinéma par Stanley Kramer) a été un best-seller américain.

## Biographie
Katherine Anne Porter est née en 1890 à Indian Creek, au Texas, sous le nom de Callie Russell Porter, fille de Harrison Boone Porter et Mary Alice (Jones) Porter. En 1892, alors que Porter a deux ans, sa mère meurt. Le père de Porter emmène ses quatre enfants survivants (un frère aîné était mort en bas âge) vivre avec sa mère, Catherine Ann Porter, à Kyle, au Texas. L'influence de sa grand-mère peut être déduite de l'adoption ultérieure de son nom par Porter. Après la mort de sa grand-mère, la famille vit dans plusieurs villes du Texas et de la Louisiane, chez des proches ou dans des chambres louées. Elle est inscrite dans des écoles gratuites partout où la famille s'installe, et pendant un an en 1904, elle fréquente la Thomas School, une école méthodiste privée à San Antonio, au Texas. C'est sa seule éducation formelle au-delà du lycée.
En 1906, à l'âge de seize ans, Porter quitte la maison et épouse John Henry Koontz à Lufkin, au Texas. Koontz, fils d'une riche famille d'éleveurs texans, était violent. Ils divorcent officiellement en 1915.
En 1914, elle s'enfuit à Chicago, où elle travaille brièvement comme figurante dans des films. Elle retourne ensuite au Texas et travaille en tant qu'actrice et chanteuse. En 1915, elle demande que son nom soit changé en Katherine Anne Porter dans le cadre de son jugement de divorce.
Elle décide de vivre de sa plume. En 1917, elle commence à écrire pour le Fort Worth Critic, critiquant des drames et écrivant des potins de société. En 1918, elle écrit pour le Rocky Mountain News à Denver, dans le Colorado. La même année, Katherine échappe de peu à la mort, atteinte de la grippe espagnole. Lorsqu'elle sort de l'hôpital quelques mois plus tard, elle est frêle et complètement chauve. Lorsque ses cheveux repoussent, ils deviennent blancs et restent ensuite de cette couleur. Elle évoque ce passage de sa vie dans Cavalier d'ombre.
En 1919, Porter s'installe à Greenwich Village, à New York, et gagne sa vie en écrivant des histoires pour enfants et en faisant de la publicité pour une société de cinéma. Durant cette année passée à New York, elle se radicalise politiquement et, en 1920, elle s'engage dans le mouvement révolutionnaire mexicain. Entre 1920 et 1930, Porter fait des allers-retours entre le Mexique et New York et commence à publier des nouvelles et des essais. Sa première nouvelle publiée est Maria Concepcion dans le Century Magazine (dans son roman Providence Island, paru dans les années 1960, Calder Willingham fait fantasmer le personnage de Jim sur une amante parfaite et il l'appelle Maria Concepcion Diaz). En 1926, Porter se remarie et vit brièvement dans le Connecticut avant de divorcer en 1927. D'autres remariages et divorces suivront . Elle s'engage pour la révision du procès de Sacco et Vanzetti, ce qui lui vaut plusieurs emprisonnements. En 1930, elle publie son premier recueil de nouvelles, Flowering Judas and Other Stories. Une édition augmentée de ce recueil est publiée en 1935 et reçoit un excellent accueil critique, gagnant par cette publication une grande réputation dans le milieu littéraire américain. Au cours des années 1930, elle passe plusieurs années en Europe, principalement à Paris et Berlin, pendant lesquelles elle continue à publier des nouvelles. Dans la capitale allemande, elle constate une montée du nazisme qu'elle évoque dans La Tour penchée puis dans La Nef des fous .
Porter devient un membre élu de l'Académie américaine des arts et des lettres en 1943, et est écrivain en résidence dans plusieurs collèges et universités, dont l'Université de Chicago, l'Université du Michigan et l'Université de Virginie.
Entre 1948 et 1958, elle enseigne à l'Université de Stanford, à l'Université du Michigan, à l'Université de Washington et Lee, et à l'Université du Texas, où sa manière peu conventionnelle d'enseigner la rende populaire auprès des étudiants. Porter publie son seul roman, Ship of Fools [La Nef des fous], en 1962. Il est basé sur ses souvenirs d'une croisière océanique qu'elle a faite en 1931 de Vera Cruz, au Mexique, vers l'Allemagne. Le succès du roman lui apporte enfin la sécurité financière. L'œuvre est adaptée au cinéma par Stanley Kramer, dès 1965 (La Nef des fous, avec l'actrice Vivien Leigh). Katherine Anne Porter se voit décerner le prix Pulitzer et le National Book Award en 1966, arrête de publier des fictions et se consacre à l'enseignement, en tant qu'écrivaine en résidence dans plusieurs universités. Elle a aussi une activité épistolaire importante.
En 1977, elle publie The Never-Ending Wrong, un récit du procès et de l'exécution de Sacco et Vanzetti. Elle meurt à Silver Spring, dans le Maryland, en 1980, à l'âge de 90 ans. Elle est considérée par beaucoup comme l’écrivain le plus important du Texas.